# Centrale de la Sainte-Marguerite-3
L’aménagement hydroélectrique de la Sainte-Marguerite-3, aussi connu sous le sigle SM-3, est composé d'une centrale hydroélectrique et d'un barrage, le barrage Denis-Perron, érigés sur la rivière Sainte-Marguerite par Hydro-Québec, à Lac-Walker, sur la Côte-Nord, au Québec. La centrale, d'une puissance installée de 884 MW, devait être mise en service en 2001. Elle a connu plusieurs retards provoqués par des problèmes techniques. Le coût total de la construction du complexe a été évalué par Hydro-Québec à 2,5 milliards de dollars en 2007.
Les problèmes techniques ont retardé le début de la production à octobre 2003 et la mise en route à pleine puissance des deux groupes à 2007. Un des deux groupes a également subi un arrêt de production en 2009.

## Géographie
La rivière Sainte-Marguerite est un affluent du fleuve Saint-Laurent qu'elle rejoint à Clarke City, un secteur de la ville de Sept-Îles, sur la Côte-Nord à 700 km à l'est de Montréal. Au moment de la construction de SM-3, deux centrales, situées près de l'estuaire, existaient déjà : les centrales de la Sainte-Marguerite-2 (18 MW), exploitée par Gulf Power et la centrale de la Sainte-Marguerite-1 (8,5 MW) d'Hydrowatt.
Profondément encaissée dans le bouclier laurentien, la rivière draine un bassin versant de 6 200 km2 et fournit un débit moyen à l'embouchure de 156 m3/s. Comme les autres rivières de la région, la Sainte-Marguerite est sensible à l'acidification. La faune aquatique est dominée par le meunier rouge et le secteur du rapide du Grand Portage, où est construite la centrale, présente un intérêt pour la pêche en raison du bon potentiel de l'omble de fontaine.

## Ouvrages

### Barrage et réservoir
Le barrage est situé à 13 km en amont de la centrale. Construit en forme de pyramide, l'ouvrage en enrochement d'une hauteur de 141 m et d'une largeur de 378 m en crête est le plus haut au Québec. Sa crête est située à 410 m d'altitude. Le barrage est exploité dans une fourchette se situant 393 et 407 m. Il peut supporter une pression verticale maximale de 3 000 kilopascals.
Il a été renommé barrage Denis-Perron le 24 août 2000 afin d'honorer la mémoire de Denis Perron, qui a été député péquiste de la circonscription de Duplessis de 1976 jusqu'à son décès en fonction le 23 avril 1997. M. Perron est un ancien manœuvre et opérateur de centrale qui a été à l'emploi d'Hydro-Québec de 1956 jusqu'à son élection.
Le barrage retient un réservoir d'une longueur de 140 km et d'une superficie de 253 km2. Son volume de réserve utile s'établit à 3,3 milliards de mètres cubes sur un volume total de 12,5 milliards de mètres cubes. La profondeur maximale du réservoir est de 145 m. Le remplissage du réservoir a duré trois ans et a été complété en 2001. L'opération de remplissage a temporairement réduit de 76 % l'apport d'eau douce dans l'estuaire de la rivière.

### Centrale
La centrale de la Sainte-Marguerite-3 est une centrale souterraine aménagée à 79 km de l'embouchure de la rivière Sainte-Marguerite. Construite à 90 m sous la surface, elle est équipée de deux groupes turbine-alternateur d'une puissance de 441 mégawatts chacune, pour une puissance installée totale de 882 MW. Les groupes turbine-alternateurs ont été conçus et fabriqués par la compagnie Générale électrique du Canada.
L'espace occupé par la centrale a été excavé dans le roc du Bouclier canadien, libérant un espace de 106 m de longueur, de 27 m de largeur et de 39 m de hauteur. Un espace supplémentaire a été creusé lors de la construction initiale, réduisant les coûts de l'ajout d'un troisième groupe à la centrale. Les pièces les plus lourdes de l'ensemble sont les rotors, dont les 28 pôles ont une masse de 508 tonnes. Ces gigantesques électroaimants ont été assemblés sur place.
Le coût de revient annoncé par Hydro-Québec dans son étude d'impact initiale était estimé à 3,8 cents le kilowatt-heure en dollars canadiens de 1992.

## Historique

### Avant-projet
Au nord de la centrale SM-2, la vallée de la rivière devient beaucoup plus encaissée. Un rapide de 13 km offre une dénivellation attrayante pour un aménagement hydroélectrique et Hydro-Québec réalise une étude préliminaire du site entre 1982 et 1985 afin de déterminer le potentiel énergétique et économique du projet.
Entre 1986 et 1991, le projet a fait l'objet de deux phases d'avant-projet. Dans un premier temps, les études ont eu pour objectif de définir les principales caractéristiques de l'ouvrage et de fournir une documentation adéquate pour une étude d'impact détaillée. Le deuxième avant-projet, entre 1988 et 1991, a été consacré à la réalisation d'études techniques et environnementales, la planification détaillée et l'évaluation des coûts. Une première phase des consultations publiques a été menée en 1991.
Avant le début des travaux, la centrale dû subir l'examen du Bureau d'audiences publiques sur l'environnement. Hydro-Québec dépose ses études d'avant-projet en juillet 1991 et le BAPE entreprend le processus d'information et d'audiences publiques sur le projet le 26 août 1992. Après des audiences publiques qui ont lieu au cours de l'hiver 1993, le BAPE remet son rapport final le 9 juin 1993. Le document approuve le projet sous certaines conditions, mais questionne les prévisions de demande d'Hydro-Québec et rejette le détournement de deux tributaires de la rivière Moisie, les rivières Carheil et aux Pékans, en raison des risques que ferait peser le projet sur le saumon de l'Atlantique. Le gouvernement retient l'avis du BAPE au sujet des affluents de la Moisie, mais autorise la construction de la centrale le 24 février 1994.

### Entente avec les Innus
Les représentants d'Hydro-Québec et de la communauté Innu de Uashat-Malioténam ont conclu une entente de compensation de 66 millions de dollars sur 50 ans, le 15 avril 1994 — 50 ans jour pour jour après la prise de contrôle de la Montreal Light, Heat and Power par la société d'État québécoise. L'entente de principe a été ratifiée par référendum dans les deux réserves au mois de juin 1994, malgré l'opposition d'un groupe traditionaliste, qui a érigé un barrage routier pendant deux semaines.
L'entente porte sur une « première phase » du projet et ne comprend pas le détournement des rivières aux Pékans et Carheil, deux affluents de la rivière Moisie qui ont été exclues du développement de l'aménagement autorisé par Québec. Les représentants des deux parties sont convenus que cette entente ne constituait pas à une renonciation aux droits ancestraux des autochtones. Elle prévoit aussi la gestion conjointe des travaux correcteurs ainsi que des assurances en matière de formation de la main d'œuvre, d'embauche et d'octroi de certains contrats.

### Construction

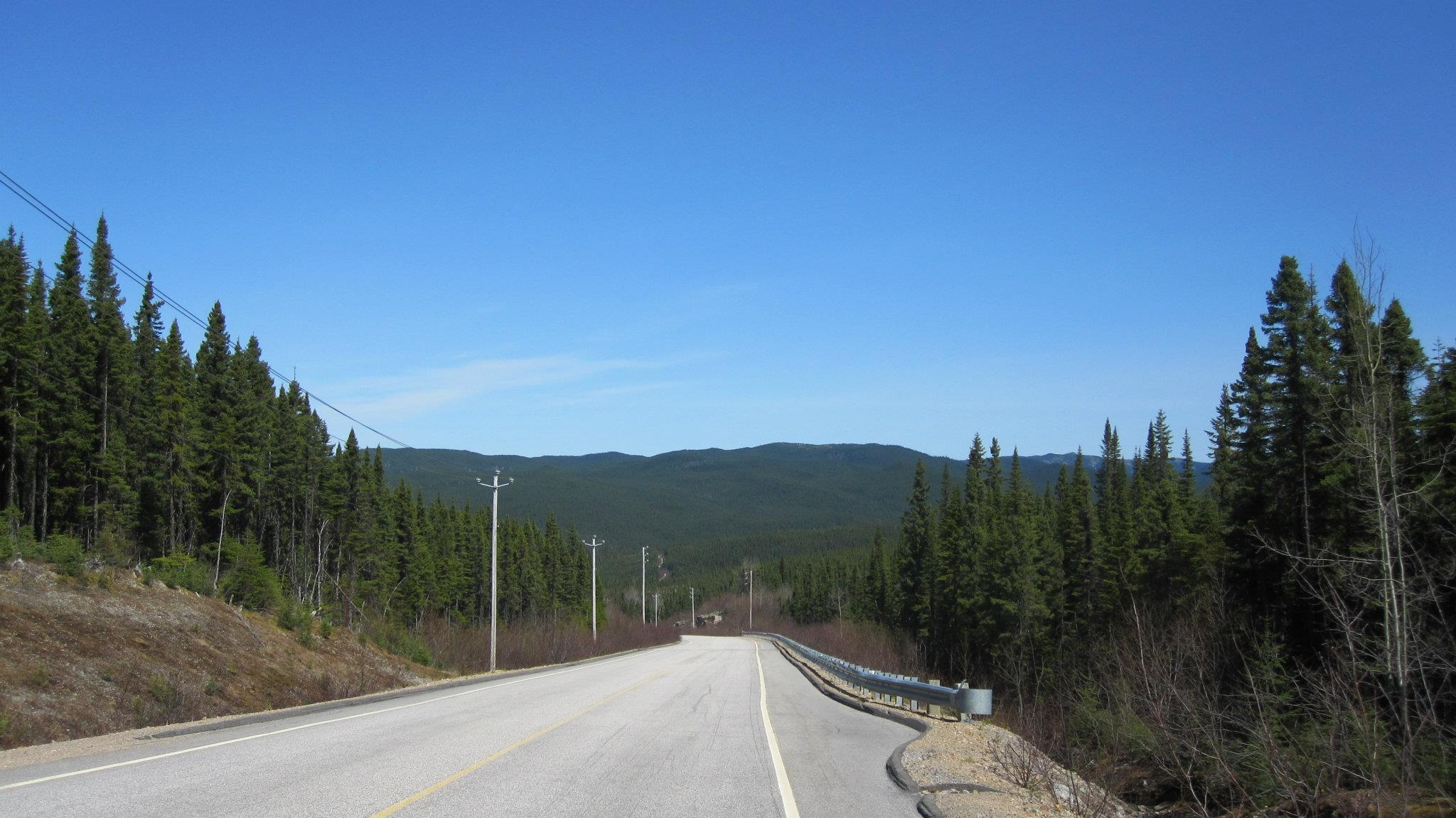
La route d'accès à la centrale SM-3 a été construite dans le cadre du projet d'aménagement hydroélectrique.

L'aménagement de la route d'accès et la construction d'un campement temporaire près du site de la centrale marquent les premières étapes d'un projet de construction débuté en février 1994. Dans un premier temps, l'aménagement de la centrale a nécessité la mise à niveau d'une route forestière existante, construite par la Gulf Pulp and Paper au début du XXe siècle afin de relier les ouvrages à la route 138 à la hauteur de Sept-Îles. Sept tronçons routiers, 350 ponceaux d'une longueur allant de 6 à 90 m ainsi qu'un pont de 180 m enjambant la rivière Sainte-Marguerite, à la hauteur de la centrale, ont été construits.
Deux campements temporaires ont été aménagés pour faciliter la construction de la route. Le campement principal, d'une capacité maximale de 1200 travailleurs, a accueilli ses premiers résidents en janvier 1995. Le campement était équipé d'une cafétéria, d'un centre de loisirs, de bureaux, d'un centre d'information, d'un bar et d'un dépanneur. Pour l'occasion, Hydro-Québec a recyclé des bâtiments préfabriqués qui avaient été utilisés sur différents sites à la Baie-James.
Les travaux d'excavation de la galerie d'amenée, longue de 8,3 km, a été réalisé par forages entre 1996 et 1999. Le creusage a permis de retirer 1,6 million de mètres cubes de roc, dont une partie a été réutilisée pour construire les routes environnantes. Compte tenu de la taille de la galerie, dont les dimensions sont de 16,5 mètres de hauteur par 11,5 mètres de largeur, les ouvriers ont d'abord excavé les 8 m supérieurs du tunnel par forage horizontal, à raison de 4 ou 5 m par dynamitage. La partie inférieure, la banquette, a été excavée par forage vertical. La galerie d'amenée n'a pas été bétonnée.
La plus grande partie des travaux d'excavation de la centrale ont été effectués en 1998. La salle des machines, trois conduites forcées et trois galeries des barres blindées sont construites en décembre. L'année 1999 est consacrée au bétonnage et au début de l'installation de la mécanique lourde.

### Installation d'un troisième groupe
En 2018, Hydro-Québec entreprend des négociations avec les autorités de la nation Innu de Uashat-Malioténam (ITUM) en vue d'installer un troisième groupe turbine-alternateur dans la centrale. Lors de sa construction, la centrale avait été conçue en fonction d'y ajouter éventuellement un suréquipement, ce qui permettrait d'augmenter la puissance de cette installation lors de la pointe hivernale. Une offre de compensation financière a été déposée, mais les autochtones réclament du gouvernement du Québec un décret interdisant à l'entreprise ne pas dériver les débits des rivières Carheil et aux Pékans, deux affluents de la rivière Moisie. Cette entente ferait suite à l'entente signée en 1994 entre ITUM et la société d'État, qui a donné lieu à la construction de la centrale.
En cas d'entente, Hydro-Québec estime que les demandes d'autorisation pourraient être soumises en 2020 en vue d'une mise en service à l'horizon 2025.

## Exploitation
La période de rodage de la centrale SM-3 a été marquée par une série d'incidents. En 2001, une inspection décèle des fissures dans les galeries, entraînant des fuites d'eau de l'ordre de 183 l/s. Le problème requiert des travaux de bétonnage supplémentaires d'une durée de six mois qui augmentent les coûts de 60 millions de dollars. Le retard dans la mise en service de la centrale fait en sorte que l'eau accumulée doit être déversée sans être turbinée, qui constitue également un manque à gagner pour la société d'État.
Au début 2003, les essais du premier groupe turbine-alternateur font surgir un problème avec un des alternateurs, survenu lors de l'assemblage. D'autres tests révèlent des fissures dans la roue à eau de la turbine du second groupe en mai 2003. De plus, un problème de résonance limite la capacité des deux turbines à 300 MW chacune, ce qui réduit la puissance installée de SM-3 d'un tiers. Néanmoins, il s'agissait d'une amélioration, puisqu'Hydro-Québec avait laissé s'échapper l'équivalent de 1,2 térawatt-heure d'eau en la déversant par l'évacuateur de crue du barrage au cours de l'année précédente, ce qui a occasionné des pertes de production estimées à 175 millions de dollars.
SM-3 a produit 600 mégawatts pendant une période de 12 à 14 mois en 2003 et 2004. En décembre 2004, le mauvais fonctionnement des gicleurs d'huile et des détecteurs a forcé l'arrêt d'un des deux groupes en raison d'une surchauffe.
En novembre 2005, des pièces de métal se sont détachées pendant des tests à haute vitesse d'un groupe turbine-alternateur qui venait d'être remplacé par le fournisseur General Electric. Des travaux ont été effectués au cours de l'hiver 2006 afin de réparer les dommages, mais en mars, le socle du rotor de ce groupe se brise au cours de tests de magnétisation, retardant encore une fois la mise en service.
Les travaux de réparation sont effectués durant l'été 2006 donnant bon espoir à la société d'État d'exploiter la pleine capacité de la centrale dès l'hiver 2006-2007. La mise en service complète de la centrale, dont le coût total est estimé à 2,5 milliards de dollars, n'aura cependant lieu qu'en novembre 2007.
En juillet 2009, Hydro-Québec a détecté un bris de l'alternateur d'un des deux groupes, qui a dû être retiré du service pendant six mois afin d'effectuer les travaux de réparation nécessaires. Le groupe turbine-alternateur a été remis en service en janvier 2010, après que le fournisseur Andritz eut remplacé des pièces d'équipement sous garantie.